# Adelaide International
Adelaide International  este un turneu de tenis care se joacă pe terenuri cu suprafață dură în aer liber în Adelaide, Australia de Sud, la Memorial Drive Tennis Center. Turneul are loc în ianuarie sau februarie și face parte din WTA Tour (și anterior și din  ATP Tour). Evenimentul face parte din perioada premergătoare primului turneu de Grand Slam al sezonului, Australian Open.

## Rezultate

### Simplu masculin
| An       | Campion                                | Finalist                               | Scor                                   |
| -------- | -------------------------------------- | -------------------------------------- | -------------------------------------- |
| 2020     | Andrei Rubliov                         | Lloyd Harris                           | 6–3, 6–0                               |
| 2021     | Anulat din cauza pandemiei de COVID-19 | Anulat din cauza pandemiei de COVID-19 | Anulat din cauza pandemiei de COVID-19 |
| 2022 (1) | Gaël Monfils                           | Karen Haceanov                         | 6–4, 6–4                               |
| 2022 (2) | Thanasi Kokkinakis                     | Arthur Rinderknech                     | 6–7, 7–6, 6–3                          |
| 2023 (1) | Novak Djokovic                         | Sebastian Korda                        | 6–7(8–10), 7–6(7–3), 6–4               |
| 2023 (2) | Kwon Soon-woo                          | Roberto Bautista Agut                  | 6–4, 3–6, 7–6(7–4)                     |
| 2024     | Jiří Lehečka                           | Jack Draper                            | 4–6, 6–4, 6–3                          |
| 2025     | Félix Auger-Aliassime                  | Sebastian Korda                        | 6–3, 3–6, 6–1                          |

### Simplu feminin
| An       | Campioană          | Finalistă         | Scor          |
| -------- | ------------------ | ----------------- | ------------- |
| 2020     | Ashleigh Barty     | Daiana Iastremska | 6–2, 7–5      |
| 2021     | Iga Świątek        | Belinda Bencic    | 6–2, 6–2      |
| 2022 (1) | Ashleigh Barty (2) | Elena Rîbakina    | 6–3, 6–2      |
| 2022 (2) | Madison Keys       | Alison Riske      | 6–1, 6–2      |
| 2023 (1) | Arina Sabalenka    | Linda Nosková     | 6–3, 7–6(7–4) |
| 2023 (2) | Belinda Bencic     | Daria Kasatkina   | 6–0, 6–2      |
| 2024     | Jeļena Ostapenko   | Daria Kasatkina   | 6–3, 6–2      |
| 2025     | Madison Keys (2)   | Jessica Pegula    | 6–3, 4–6, 6–1 |

### Dublu masculin
| An       | Campioni                               | Finaliști                              | Scor                                   |
| -------- | -------------------------------------- | -------------------------------------- | -------------------------------------- |
| 2020     | Máximo González Fabrice Martin         | Ivan Dodig Filip Polášek               | 7–6(14–12), 6–3                        |
| 2021     | Anulat din cauza pandemiei de COVID-19 | Anulat din cauza pandemiei de COVID-19 | Anulat din cauza pandemiei de COVID-19 |
| 2022 (1) | Rohan Bopanna Ramkumar Ramanathan      | Ivan Dodig Marcelo Melo                | 7–6(8–6), 6–1                          |
| 2022 (2) | Wesley Koolhof Neal Skupski            | Ariel Behar Gonzalo Escobar            | 7–6(7–5), 6–4                          |
| 2023 (1) | Lloyd Glasspool Harri Heliövaara       | Jamie Murray Michael Venus             | 6–3, 7–6(7–3)                          |
| 2023 (2) | Marcelo Arévalo Jean-Julien Rojer      | Ivan Dodig Austin Krajicek             | Walkover                               |
| 2024     | Rajeev Ram Joe Salisbury               | Rohan Bopanna Matthew Ebden            | 7–5, 5–7, [11–9]                       |
| 2025     | Simone Bolelli Andrea Vavassori        | Kevin Krawietz Tim Pütz                | 4–6, 7–6(7–4), [11–9]                  |

### Dublu feminin
| An       | Campioane                               | Finaliste                                | Scor                  |
| -------- | --------------------------------------- | ---------------------------------------- | --------------------- |
| 2020     | Nicole Melichar Xu Yifan                | Gabriela Dabrowski Darija Jurak          | 2–6, 7–5, [10–5]      |
| 2021     | Alexa Guarachi Desirae Krawczyk         | Hayley Carter Luisa Stefani              | 6–7(4–7), 6–4, [10–3] |
| 2022 (1) | Ashleigh Barty Storm Sanders            | Darija Jurak Schreiber Andreja Klepač    | 6–1, 6–4              |
| 2022 (2) | Eri Hozumi Makoto Ninomiya              | Tereza Martincová Markéta Vondroušová    | 1–6, 7–6(7–4), [10–7] |
| 2023 (1) | Asia Muhammad Taylor Townsend           | Storm Hunter Kateřina Siniaková          | 6–2, 7–6(7–2)         |
| 2023 (2) | Luisa Stefani Taylor Townsend (2)       | Anastasia Pavliucenkova · Elena Rîbakina | 7–5, 7–6(7–3)         |
| 2024     | Beatriz Haddad Maia Taylor Townsend (3) | Caroline Garcia Kristina Mladenovic      | 7–5, 6–3              |
| 2025     | Guo Hanyu Alexandra Panova              | Beatriz Haddad Maia Laura Siegemund      | 7–5, 6–4              |